# 프란시스 머서
프란시스 머서(Frances Mercer, 1915년 10월 21일 ~ 2000년 11월 12일)는 미국의 배우, 영화배우이다.
뉴로셸에서 태어났다.

## 영화
- 데어스 올웨이즈 터마로우 (1956년) - 미스 도란 역
- 파드너스 (1956년)
- 스토리 오브 버넌 앤 아이린 캐슬 (1939년)